# ظبر القحم عراف (كعيدنة)

تعديل مصدري - تعديل

ظبر القحم عراف هي إحدى قرى عزلة سواخ بمديرية كعيدنة التابعة لمحافظة حجة، بلغ تعداد سكانها 337 نسمة حسب تعداد اليمن لعام 2004.